# Wah
Wah (Urdu und Panjabi واہ) ist eine Großstadt im Punjab, Pakistan, 45 Kilometer nordwestlich der Hauptstadt Islamabad. Bekannt ist sie einerseits durch eine Gartenanlage, die auf den Mughal-Herrscher Akbar I. (Großmogul) im 16. Jahrhundert zurückgehen soll, und durch die Waffen- und Munitionsproduktion in einem dem Militär zugehörigen Industriekomplex, die Pakistan Ordnance Factories. Es gibt aber auch Zement- und Maschinenbauindustrie vor Ort. Wichtige Straßenverbindungen laufen nach Peschawar, Islamabad und Rawalpindi. In der Nähe liegt Wah Cantt.

## Geschichte
2008 kam es zu einem Selbstmordattentat vor der Fabrik. Dabei starben mindestens 45 Menschen und mehr als 100 weitere Personen wurden verletzt. Die Tehrik-i-Taliban Pakistan teilten mit, dass die beiden Selbstmordattentäter von ihnen beauftragt gewesen seien.